# نرتا
نرتا (به لاتین: Nereta) یک روستا در لتونی است که در شهرداری نرتا واقع شده‌است. نرتا ۱٬۲۸۲ نفر جمعیت دارد.